# Aleuroparadoxus iridescens
Aleuroparadoxus iridescens là một loài côn trùng cánh nửa trong họ Aleyrodidae, phân họ Aleyrodinae.
Aleuroparadoxus iridescens được Bemis miêu tả khoa học đầu tiên năm 1904.